# Oh My Gawd
Oh My Gawd – debiutancki album studyjny polskiej raperki Oliwki Brazil. Wydawnictwo ukazało się 18 listopada 2024 nakładem wytwórni muzycznej Warner Music Poland.
Album jest utrzymany w stylu muzyki hip-hop i pop-rap. Składa się z wersji standardowej (1 CD).
Nagrania były promowane singlami: „Freestyle”, „Pu$$ycat Dollz”, „Glamorous”, „Plan F”, „Ty wiesz”, „Nie dzwoń do mnie” i „Dior Savage”.

## Lista utworów
Opracowano na podstawie materiału źródłowego.
| Oh My Gawd – Wersja standardowa | Oh My Gawd – Wersja standardowa | Oh My Gawd – Wersja standardowa           | Oh My Gawd – Wersja standardowa                | Oh My Gawd – Wersja standardowa |
| Nr                              | Tytuł utworu                    | Słowa                                     | Muzyka                                         | Długość                         |
| ------------------------------- | ------------------------------- | ----------------------------------------- | ---------------------------------------------- | ------------------------------- |
| 1.                              | „Freestyle”                     | Oliwia Bartosiewicz                       | Wiktor Wójcik                                  | 2:06                            |
| 2.                              | „Thicc Business”                | Oliwia Bartosiewicz                       | Wiktor Wójcik, Bartosz Samerek                 | 2:05                            |
| 3.                              | „Dior Savage”                   | Oliwia Bartosiewicz                       | Wiktor Wójcik                                  | 2:12                            |
| 4.                              | „Glamorous”                     | Oliwia Bartosiewicz                       | Wiktor Wójcik, Norbert Smoliński               | 2:56                            |
| 5.                              | „Violetta Villas” (oraz Meggie) | Oliwia Bartosiewicz, Magdalena Bednarczyk | Wiktor Wójcik                                  | 2:09                            |
| 6.                              | „Bawidamek”                     | Oliwia Bartosiewicz                       | Wiktor Wójcik                                  | 2:58                            |
| 7.                              | „Pu$$ycat Dollz”                | Oliwia Bartosiewicz                       | Wiktor Wójcik                                  | 2:05                            |
| 8.                              | „Clown”                         | Oliwia Bartosiewicz                       | Wiktor Wójcik                                  | 2:05                            |
| 9.                              | „Booty”                         | Oliwia Bartosiewicz                       | Wiktor Wójcik, Kacper Lipka                    | 2:32                            |
| 10.                             | „Ty wiesz” (oraz Chivas)        | Oliwia Bartosiewicz, Krystian Gierakowski | Wiktor Wójcik                                  | 2:49                            |
| 11.                             | „Haha haha”                     | Oliwia Bartosiewicz                       | Wiktor Wójcik                                  | 2:35                            |
| 12.                             | „Plan F”                        | Oliwia Bartosiewicz                       | Wiktor Wójcik                                  | 2:11                            |
| 13.                             | „Da Da Ri Ra”                   | Oliwia Bartosiewicz, Kacper Lipka         | Wiktor Wójcik                                  | 2:00                            |
| 14.                             | „Nie dzwoń do mnie”             | Oliwia Bartosiewicz                       | Wiktor Wójcik, Norbert Smoliński               | 2:36                            |
| 15.                             | „Oh My Gawd”                    | Oliwia Bartosiewicz                       | Wiktor Wójcik, Kacper Lipka, Grzegorz Przyczka | 2:07                            |
|                                 |                                 |                                           |                                                | 35:26                           |

Uwagi:
- W utworze „Haha haha” tytuł piosenki jest stylizowany na wszystkie duże litery.